# Emilio Gutiérrez Caba
Emilio Gutiérrez Caba (Valladolid; 26 de septiembre de 1942) es un actor de cine, teatro y televisión español, ganador de muchos premios, entre ellos dos Goya.

## Biografía

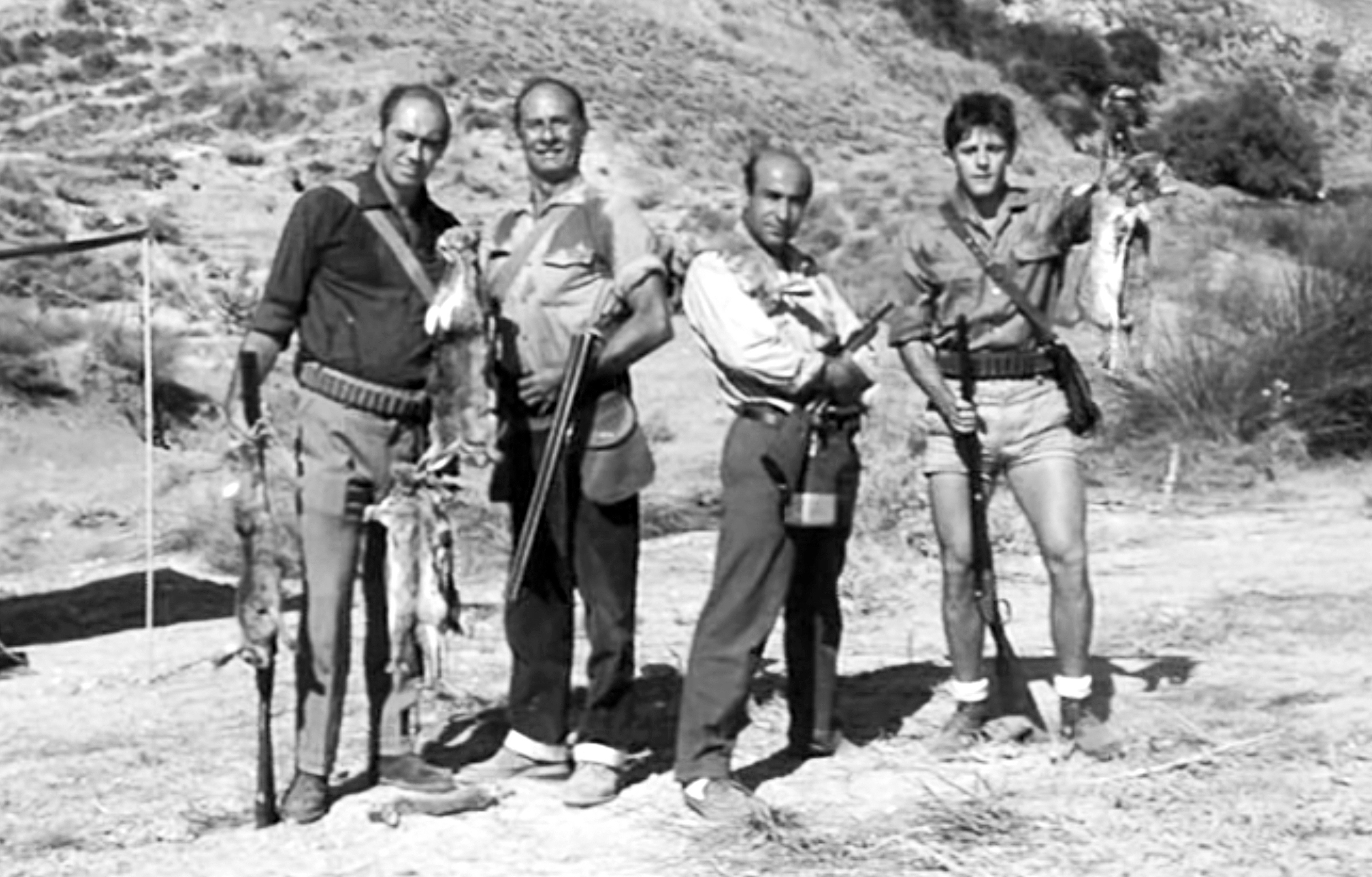
La caza (1966) de Carlos Saura. Emilio Gutiérrez Caba primero por la derecha.

Nació durante una gira teatral; toda su familia se ha dedicado siempre al teatro y al cine, por lo que su infancia y adolescencia transcurrieron en un ambiente que determinó su vocación artística. Bisnieto de Pascual Alba, nieto de Irene Alba, sobrino-nieto de Leocadia Alba, hijo menor de Emilio Gutiérrez e Irene Caba Alba y sobrino de Julia Caba Alba, sus hermanas Irene y Julia también se han dedicado a la interpretación, al igual que su sobrina-nieta Irene Escolar. Participó en el aula de teatro organizada por el Instituto San Isidro de Madrid,  y antes de dedicarse a la interpretación trabajó en un laboratorio de cine de la productora Madrid Films.
En el verano de 1962 se incorporó como profesional a la compañía de Lilí Murati, con la que realizó su primera gira por España, y en 1963 interpretó el papel de Peter Pan en la obra del mismo título que se representó en el Teatro María Guerrero de Madrid.
En 1968 creó su propia compañía junto a María José Goyanes y en 1970 estrenó una pieza de la escritora Ana Diosdado, titulada Olvida los tambores, con la compañía de su hermana Julia, colaboradora en algunos montajes: Olivia, de Terence Rattigan, y La profesión de la señora Warren, de Bernard Shaw, los cuales consolidaron su carrera en el teatro.
Desde 1979 ha estrenado obras de autores clásicos como Gil Vicente, Calderón, Shakespeare, Joyce y Juan Ruiz de Alarcón, y no ha dejado de intervenir en piezas de autores contemporáneos como Álvaro del Amo, Jorge Díaz, Fermín Cabal y Juan García Larrondo. En 1996 interpretó el personaje de don Diego en El sí de las niñas, de Moratín, y en 1998 estrenó una obra que recorrió toda España durante casi cuatro temporadas: La mujer de negro.
En 2003 estrenó en el teatro El príncipe y la corista, en la que estuvo acompañado por María Adánez, y en 2008 la obra La muerte y la doncella, junto a Luisa Martín.

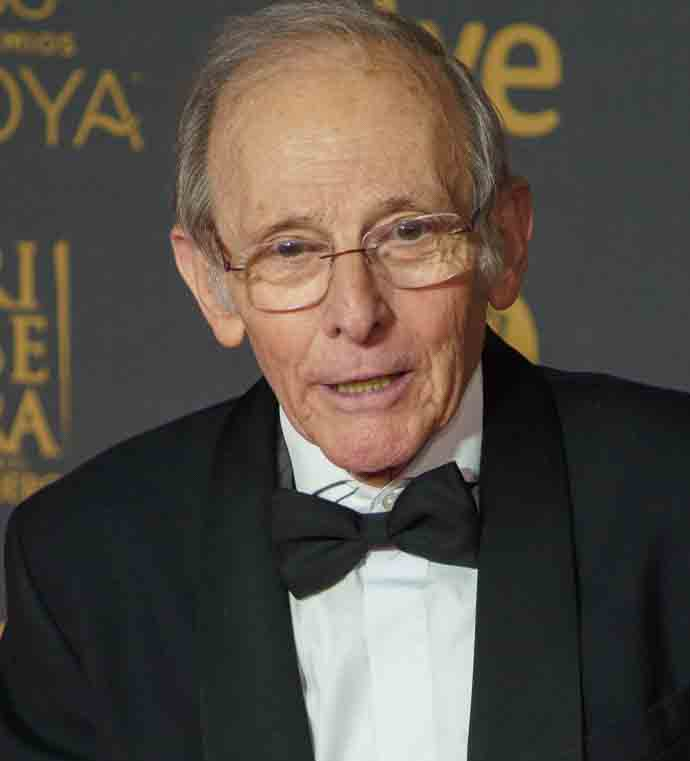
Emilio Gutiérrez Caba en 2024.

En su carrera cinematográfica, en la que debutó en 1963, acumula ya más de ochenta películas. Su primer papel importante fue en Nueve cartas a Berta (1965), de Basilio Martín Patino, destacando luego en otras películas como La caza (1966), de Carlos Saura, donde interpretó a un joven que asistía a una cacería en la que tres hombres mayores, interpretados por los actores Alfredo Mayo, Ismael Merlo y José María Prada, empleaban sus armas disparándose entre ellos.
Miguel Albaladejo y Álex de la Iglesia le rescataron de un semiolvido, dándole papeles destacados por los que recibió varios premios: en 2001 consiguió un Premio Goya al mejor actor de reparto por La comunidad, de Álex de la Iglesia, en la misma noche en la que su hermana Julia se alzaba con la estatuilla de mejor actriz de reparto, y repitió en 2002 en la misma categoría por El cielo abierto, de Miguel Albaladejo. Fue nominado de nuevo en 2007 por La torre de Suso, de Tom Fernández.
En 2018 participa como testimonio relevante en el documental "La última toma" sobre la figura del director Claudio Guerín dirigido por el cineasta español Jesús Ponce.
En noviembre de 2019 ha publicado el libro El tiempo heredado. Un recorrido por la saga familiar que ha definido el teatro español durante décadas (Madrid, Aguilar), en que hace un homenaje a las actrices de su familia, desde el siglo XIX hasta nuestros días: su tía abuela Leocadia Alba, su abuela Irene Alba, su madre, Irene Caba Alba y su tía Julia Caba Alba, sin olvidar a sus dos hermanas: Irene Gutiérrez Caba y Julia Gutiérrez Caba.

## Filmografía
- Historias; dirección: Paco Sepúlveda, (2024)
- Fenómenas; dirección: Carlos Therón, (2023)
- Rojo y azul (cortometraje); dirección: Pablo Embid, (2022)
- Way Down; dirección: Jaume Balagueró, (2021)
- A pesar de todo (Gabriela Tagliavini, 2019)
- El árbol de la sangre (Julio Medem, 2018)
- Brava; dirección: Roser Aguilar, (2017)
- Relaxing Cup of Coffee; dirección: José Semprún, (2016)
- Mi maleta (cortometraje); dirección: Cristina L. Justribó, (2016)
- El hombre de las mil caras; dirección: Alberto Rodríguez, (2016)
- Neruda; dirección: Pablo Larrain, (2016)
- Contando estrellas (cortometraje); dirección: Josevi García Herrero, (2016)
- Palmeras en la nieve (Fernando González Molina, 2015)
- Francisco: el Padre Jorge; dirección: Beda Docampo Feijóo, (2015)
- Anacleto: Agente secreto (Javier Ruiz Caldera, 2015)
- Flow; dirección: David Martínez, (2014)
- Cinco metros cuadrados (Max Lemcke, 2011)
- Toy Story 3 (Lee Unkrich, 2010)[5]
- El olivo amarillo (cortometraje); dirección: Guillermo Polo, (2010)
- Vidas pequeñas; dirección: Enrique Gabriel, (2010)
- Retornos (Luis Avilés Baquero, 2010)
- Vidas pequeñas (Enrique Gabriel, 2010)
- Lo más importante de la vida es no haber muerto (Olivier Pictet, Pablo Martín Torrado y Marc Recuenco, 2010)
- Luna caliente (Vicente Aranda, 2009)
- Un buen hombre (Juan Martínez Moreno, 2009)
- Paisito (Ana Díez, 2008)
- La torre de Suso (Tom Fernández, 2007)
- Bala perdida; dirección: Pau Martínez, (2007)
- Posdata; dirección: Rafael Escolar, (2006)
- Ojos de soñador (cortometraje); dirección: Josevi García Herrero, (2005)
- Escuela de seducción (Javier Balaguer, 2004)
- La culpa, todita, del tío Esteban; dirección: Vicente Seva, (2003)
- Haz conmigo lo que quieras; dirección: Ramón de España, (2003)
- No me creo lo que veo; dirección: Nigel Dick, (2003)
- Clara; dirección: Juana Caballero, (2002)
- Deseo (Gerardo Vera, 2002)
- El florido pensil; dirección: Juan José Porto, (2002)
- Reflejos; dirección: Miguel Ángel Vivas, (2002)
- El apagón (cortometraje); dirección: José María Caro, (2001)
- Sin noticias de Dios; dirección: Agustín Díaz Yanes, (2001)
- La mujer de mi vida; dirección: Antonio del Real, (2001)
- El cielo abierto (Miguel Albaladejo, 2001)
- El infanticida (cortometraje); dirección: Pilar Ruiz Gutiérrez, (2000)
- Y decirte alguna estupidez, por ejemplo, te quiero (Antonio del Real, 2000)
- Nosotras; dirección: Judith Colell, (2000)
- La comunidad (Álex de la Iglesia, 2000)
- El arte de morir; dirección: Álvaro Fernández Armero, (2000)
- M de amor (cortometraje); dirección: Pau Martínez, (1999)
- Goya en Burdeos; dirección: Carlos Saura, (1999)
- Lisa (cortometraje); dirección: Carlos Puyet, (1999)
- La primera noche de mi vida (Miguel Albaladejo, 1997)
- Memorias del ángel caído (Fernando Cámara y David Alonso, 1997)
- No se puede tener todo; dirección: Jesús Garay, (1997)
- Asunto interno; dirección: Carles Balagué, (1996)
- Escenes d'una orgia a Formentera; dirección: Francesc Bellmunt, (1996)
- Animia de cariño; dirección: Carmelo Espinosa, (1996)
- Kyoko; dirección:[Ryû Murakami, (1996)
- Boca a boca; dirección: Manuel Gómez Pereira, (1995)
- Parella de tres; dirección: Antoni Verdaguer, (1995)
- El día nunca, por la tarde; dirección: Julián Esteban, (1994)
- Souvenir; dirección: Rosa Vergés, (1994)
- El rey tuerto (mediometraje); dirección: Juan Vicente Córdoba, (1990)
- La sombra del ciprés es alargada (Luis Alcoriza, 1990)
- El teatre-museu Dalí es tanca a les set; dirección: Josep Montalat, (1989)
- Monte bajo; dirección: Julián Esteban, (1989)
- Loco veneno; dirección: Miguel Hermoso, (1989)
- El placer de matar; dirección: Félix Rotaeta, (1988)
- Hace quince años (Cortometraje); dirección: José Luis Escobar, (1987)
- Las dos orillas; dirección: Juan Sebastián Bollaín, (1987)
- Cara de acelga; dirección: José Sacristán, (1987)
- Delirios de amor; dirección: Cristina Andreu-Luis Eduardo Aute-Antonio González Vigil, (1986)
- Werther  (Pilar Miró, 1986)
- La guerra de los locos  (Manuel Matjí, 1986)
- Absalón; dirección: José María Quero, (1985)
- Hierro dulce (Francisco Rodríguez, 1985)
- A la pálida luz de la Luna; dirección: José María González Sinde, (1985)
- Réquiem por un campesino español (Francesc Betriu, 1985).
- La gran quiniela (Joaquín Coll Espona, 1984).
- ¿Qué he hecho yo para merecer esto? (Pedro Almodóvar, 1984)
- Las bicicletas son para el verano (Jaime Chávarri, 1983)
- De camisa vieja a chaqueta nueva (Rafael Gil, 1982)
- Femenino singular; dirección: Juanjo López, (1982)
- La colmena (Mario Camus, 1982)
- Porno: situación límite; dirección: Manuel Esteba, (1982)
- Los embarazados; dirección: Joaquín Coll Espona, (1982)
- Pepe, no me des tormento (José María Gutiérrez Santos, 1981)
- El poderoso influjo de la Luna; dirección: Antonio del Real, (1981)
- Otra vez adiós; dirección: Miguel Ángel Rivas, (1980)
- Estigma; dirección: José Ramón Larraz, (1980)
- El gran secreto; dirección: Pedro Mario Herrero, (1980)
- Tres mujeres de hoy; dirección: Germán Lorente, (1980)
- Viva la clase media; dirección: José María González Sinde, (1980)
- Me olvidé de vivir; dirección: Orlando Jiménez Leal, (1980)
- Viaje al más allá; dirección: Sebastián d'Arbó, (1980)
- Cuando mueras, ¿qué harás tú?; dirección: Ramiro Gómez Bermúdez de Castro, (1979)
- Ay, ¡qué ruina!; dirección: Antonio del Real, (1979)
- El calor de septiembre; dirección: Javier R. Esteban, (1979)
- Menos mi madre y mi hermana; dirección: Jaime Villate, (1978)
- El violador y sus mujeres a la sombra de un recuerdo; dirección: José Antonio Barrero, (1978)
- Al servicio de la mujer española; dirección: Jaime de Armiñán, (1978)
- Ensalada Baudelaire; dirección: Leopoldo Pomés, (1978)
- De fresa, limón y menta; dirección: Miguel Ángel Díez, (1978)
- El sacerdote (Eloy de la Iglesia, 1978)
- Vota a Gundisalvo (Pedro Lazaga, 1978)
- Doña Perfecta; dirección: César Fernández Ardavín, (1977)
- Hasta que el matrimonio nos separe; dirección: Pedro Lazaga, (1977)
- Ir por lana (Cortometraje); dirección: Miguel Ángel Díez, (1976)
- La petición (Pilar Miró, 1976)
- El calzonazos; dirección: Mariano Ozores, (1974)
- Un curita cañón; dirección: Luis María Delgado, (1974)
- Cebo para una adolescente; dirección: Francisco Lara Polop, (1974)
- Una chica y un señor; dirección: Pedro Masó, (1974)
- Las señoritas de mala compañía (José Antonio Nieves Conde, 1973)
- Las endemoniadas; dirección: Sergio Bergonzelli, (1970)
- Vamos por la parejita; dirección: Alfonso Paso, (1969)
- Carola de día, Carola de noche; dirección: Jaime de Armiñán, (1969)
- No somos ni Romeo ni Julieta (Alfonso Paso,1969)
- Adiós Cordera; dirección: Pedro Mario Herrero, (1969)
- Contra la pared; dirección: Bernardo Fernández, (1968)
- Palabras de amor; dirección: Antoni Ribas, (1968)
- Cristina Guzmán (Luis César Amadori, 1968)
- ¡Dame un poco de amooor...!; dirección: José María Forqué, (1968)
- Fedra West; dirección: Joaquín Luis Romero Marchent, (1968)
- Sábado en la playa; dirección: Esteban Farré, (1967)
- Los chicos con las chicas; dirección: Javier Aguirre, (1967)
- Las cuatro bodas de Marisol; dirección: Luis Lucía, (1967)
- Los guardiamarinas (Pedro Lazaga, 1967)
- Los chicos del Preu (Pedro Lazaga, 1967)
- ¿Qué hacemos con los hijos? (Pedro Lazaga, 1967)
- Historia de la frivolidad; dirección: Narciso Ibáñez Serrador, (1967)
- El misterioso señor Van Eyck; dirección: Agustín Navarro, (1966)
- Nueve cartas a Berta (Basilio Martín Patino, 1966)
- La llamada (Javier Setó, 1966)
- La caza (Carlos Saura, 1966)
- Dulcinea del Toboso; dirección: Carlo Rim, (1964)
- Vacaciones para Ivette; dirección: José María Forqué, (1964)
- Tengo 17 años (José María Forqué, 1964)
- Como dos gotas de agua; dirección: Luis César Amadori, (1964)
- El llanero; dirección: Jesús Franco, (1963)

## Teatro
- Galdós Enamorado (2021)
- Copenhague (2019)
- César y Cleopatra (2015)
- Poder absoluto (2012)
- Drácula (2011-2012)
- La muerte y la doncella (2008-2010)
- A Electra le sienta bien el luto (2005-2006)
- La mujer de negro (1998, 2007, 2014)
- A Electra le sienta bien el luto (2005-2006) 
  - La Orestiada (2005)
- Las memorias de Sarah Bernhard (2003)
- El príncipe y la corista (2002-2003)
- El sí de las niñas (1996)
- Julio César (1988)
- Los cabellos de Absalón (1983).
- El correo de Hessen (1983)
- Usted también podrá disfrutar de ella (1973)
- La profesión de la señora Warren (1973)
- Olvida los tambores (1970)
- Olivia (1970)

## Trayectoria en televisión
- ¡García!
  - Episodio 1 (28 de octubre de 2022)
  - Episodio 2 (28 de octubre de 2022)
  - Episodio 3 (4 de noviembre de 2022)
  - Episodio 4 (11 de noviembre de 2022)
  - Episodio 5 (18 de noviembre de 2022)
  - Episodio 6 (25 de noviembre de 2022)
- La templanza
  - Episodio 1 (26 de marzo de 2021)
  - Episodio 5 (26 de marzo de 2021)
- Frederica Montseny, la dona que parla (película de televisión); dirección: Laura Mañá, (2021)
- Lo que escondían sus ojos
  - Dos mundos opuestos (22 de noviembre de 2016)
  - A corazón abierto (29 de noviembre de 2016)
  - Un secreto a voces (13 de diciembre de 2016)
  - El mundo en nuestra contra (20 de diciembre de 2016)
- Cervantes contra Lope (película de televisión), (2016)
- Seis Hermanas
  - Derechos y deberes (22 de abril de 2015)
- Chiringuito de Pepe
  - Bienvenidos a la fritanga (9 de junio de 2014)
- El clavo de oro (película de televisión); dirección: Antonio del Real, (2014)
- Niños robados
  - Episodio 1 (16 de octubre de 2013)
  - Episodio 2 (17 de octubre de 2013)
- Gran Reserva
  - Encuentros con el pasado (15 de abril de 2010)
  - Cuando todos ocultan algo (22 de abril de 2010)
  - La última estación por llegar (29 de abril de 2010)
  - Unión y fuerza (6 de mayo de 2010)
  - Los restos de la duda (13 de mayo de 2010)
  - El dueño de uno mismo (20 de mayo de 2010)
  - Por defecto y exceso (27 de mayo de 2010)
  - Al acecho (3 de junio de 2010)
  - El motor que desplaza el mundo (10 de junio de 2010)
  - En el punto de mira (17 de junio de 2010)
  - Evidencias sin certezas (24 de junio de 2010)
  - El cierre del círculo (1 de julio de 2010)
  - Verdades o mentiras (8 de julio de 2010)
  - Rehacer la vida (24 de marzo de 2011)
  - Denominación de origen (31 de marzo de 2011)
  - Las cosas que jamás contaremos (7 de abril de 2011)
  - La coartada perfecta (14 de abril de 2011)
  - La vendimia (28 de abril de 2011)
  - El poder del dinero (5 de mayo de 2011)
  - El regreso menos esperado (12 de mayo de 2011)
  - La primera batalla (19 de mayo de 2011)
  - Un secreto desenterrado (26 de mayo de 2011)
  - La distancia no es siempre la solución (2 de junio de 2011)
  - El pasado siempre vuelve (9 de junio de 2011)
  - Mientras estemos juntos (16 de junio de 2011)
  - Cuando menos te lo esperas (23 de junio de 2011)
  - El punto de retorno (7 de enero de 2013)
  - El lado malo de las cosas (10 de enero de 2013)
  - Si de verdad me quieres... (21 de enero de 2013)
  - Lo que queda por hacer (28 de enero de 2013)
  - Pero si tú me olvidas (4 de febrero de 2013)
  - La naturaleza del escorpión (11 de febrero de 2013)
  - Los peores días de nuestras vidas (18 de febrero de 2013)
  - Excentricidades (25 de febrero de 2013)
  - Lo que la muerte le depare (4 de marzo de 2013)
  - Encuentros y desencuentros (11 de marzo de 2013)
  - De la misma sangre (18 de marzo de 2013)
  - Ayer no existe, mañana tampoco (1 de abril de 2013)
  - ¿Dónde hubo fuego y habrá cenizas? (8 de abril de 2013)
  - Con el paso del tiempo (15 de abril de 2013)
  - Del olor de vino y la madera (22 de abril de 2013)
  - Lo que una vez tuvimos y perdimos (29 de agosto de 2013)
- Hay alguien ahí
  - Resurrección (23 de febrero de 2010)
- 23-F: el día más difícil del rey
  - Episodio 1 (10 de febrero de 2009)
  - Episodio 2 (12 de febrero de 2009)
- Soy El Solitario
  - Episodio 1 (16 de enero de 2008)
  - Episodio 2 (17 de enero de 2008)
- Amar en tiempos revueltos
  - Temporada 1, episodio 1.319 (17 de julio de 2007)
  - Temporada 1, episodio 1.320 (18 de julio de 2007)
  - Temporada 1, episodio 1.402 (2007)
  - Temporada 1, episodio 1.403 (2007)
  - Temporada 1, episodio 1.404 (2007)
  - Temporada 1, episodio 1.405 (2007)
  - Temporada 3, episodio 1; 'Muere Joaquín' (2007)
  - Temporada 3, episodio 2 (2007)
  - Temporada 3, episodio 3 (2007)
  - Temporada 3, episodio 4 (2007)
  - La reunión de Paco y Fernando (2007)
  - Joaquín planea su regreso a España (2007)
  - Una llamada para Pablo (2007)
  - David anuncia a Alicia que regresará a Tierra Santa (2007)
  - Trasladan a la hermana Nuria (2007)
  - La liberación de Elisa (2007)
  - Pablo se entrega a la policía (2007)
  - Pilules es asesinado por Teo (2007)
  - Ernesto es hermano de Marcos (2007)
  - Ildefonso regresa (2007) (6)
- Círculo rojo (5)
  - Comienza el misterio (7 de mayo de 2007)
  - Los demonios del pasado (14 de mayo de 2007)
  - Vargas (21 de mayo de 2007)
  - Un arriesgado plan (28 de mayo de 2007)
  - Caminos separados (4 de junio de 2007)
  - Una aterradora posibilidad (11 de junio de 2007)
  - Culpable o inocente (18 de junio de 2007)
  - Una vida tranquila (25 de junio de 2007)
  - El siguiente violador (2 de julio de 2007)
  - El último violador (9 de julio de 2007)
  - Ruleta rusa (16 de julio de 2007)
  - Un hecho sorprendente (23 de julio de 2007)
- Pareja en prácticas
  - ¿Te has dado el lote con el chico del gimnasio? (2007)
  - El picardías (2007)
  - El juego I (2007)
  - El juego II (2007)
- En buena compañía
  - Cariño, ¿quién se queda con el niño? (16 de septiembre de 2006) (3)
  - O sea, ¿esto es un pañal? (2006) (4)
  - Y el niño se va a llamar... (2006)
  - El novio de la bisabuela (2006)
  - ¿Cuánto tiempo llevamos sin echar un buen...? Ya sabes (2006)
  - Qué hace el abuelo en calzoncillos? (2006)
  - ¿Ése que está ligando es el abuelo? (2006)
  - A la abuela no le gustan sus tetas (2006)
  - ¿Bailar con mujeres semidesnudas es adulterio? (2006)
  - ¿Se puede quedar mi amiga en tu casa? (2006)
  - No te aguanto más, cariño (2006)
  - ¿Es éste un final feliz? (2006)
- Abuela de verano 
  -  'A' de abuelo (29 de noviembre de 2005)
- Al filo de la ley
  - Contra las cuerdas (31 de marzo de 2005)
  - La confianza da asco (7 de abril de 2005)
  - Al final del túnel (14 de abril de 2005)
  - Para los amigos ausentes (21 de abril de 2005)
  - En legítima defensa (28 de abril de 2005)
  - Hermanos de sangre (5 de mayo de 2005)
  - Esos juegos (12 de mayo de 2005)
  - Secuestro (19 de mayo de 2005)
  - El sexo de los abogados (26 de mayo de 2005)
  - Adiós a la inocencia (2 de junio de 2005)
  - Una mujer pública (16 de junio de 2005)
  - Un gran equipo (23 de junio de 2005)
  - Fantasmas del pasado (30 de junio de 2005)
- Falsa culpable (película de televisión); dirección: Carles Vila, (2005)
- Un paso adelante
  - Cochino jabalí (20 de marzo de 2005)
- De moda
  - Els herois de les petites coses (27 de septiembre de 2004)
- ¿Se puede?
  - El ángel de la guarda/El pobre feliz/Madre no hay más que una/Onda cordial (8 de agosto de 2004)
- Javier ya no vive solo
  - Mi nueva vida (13 de enero de 2002)
  - Más es menos (20 de enero de 2002)
  - Una decisión salomónica (27 de enero de 2002)
  - Lo hago por ellas (3 de febrero de 2002)
  - La curva de la madurez (10 de febrero de 2002)
  - Querida pandilla (17 de febrero de 2002)
  - Padres e hijos (24 de febrero de 2002)
  - Dudas, sospechas y canciones de amor (3 de marzo de 2002)
  - Una loba y un oso (10 de marzo de 2002)
  - Chicas guerreras (24 de marzo de 2002)
  - Vacaciones familiares (31 de marzo de 2002)
  - Hechizos de amor (7 de abril de 2002)
  - ¿Quieres casarte conmigo? (14 de abril de 2002)
  - Que no se entere Javier (8 de enero de 2003)
  - Fantasmas (15 de enero de 2003)
  - Secretario (22 de enero de 2003)
  - Separados (26 de enero de 2003)
  - ¿Así piensas ayudarme? (2 de febrero de 2003)
  - Esa niña era yo (9 de febrero de 2003)
  - Reencuentro (16 de febrero de 2003)
  - La vida del revés (23 de febrero de 2003)
  - Mentiras (2 de marzo de 2003)
  - Sudar la camiseta (9 de marzo de 2003)
  - Los que se van, los que se quedan (16 de marzo de 2003)
  - Magia (30 de marzo de 2003)
  - Falsas apariencias (6 de abril de 2003)
- De colores (película para televisión); dirección: Rafa Montesinos, (2003)
- Rosa, la lluita
  - Episodio 1 (20 de mayo de 1996)
  - Episodio 3 (3 de junio de 1996)
  - Episodio 4 (10 de junio de 1996)
  - Episodio 5 (17 de junio de 1996)
  - Episodio 6 (24 de junio de 1996)
  - Episodio 7 (1 de julio de 1996)
  - Episodio 8 (8 de julio de 1996)
- Rosa, punt i apart
  - Episodio 1 (15 de abril de 1996)
  - Episodio 2 (22 de abril de 1996)
  - Episodio 3 (29 de abril de 1996)
  - Episodio 4 (13 de mayo de 1996)
- Juntas, pero no revueltas
  - Acoso sexual (13 de abril de 1996)
- Rosa
  - Episodio 1 (25 de septiembre de 1995)
  - Episodio 2 (2 de octubre de 1995)
  - Episodio 3 (9 de octubre de 1995)
  - Episodio 4 (16 de octubre de 1995)
  - Episodio 5 (23 de octubre de 1995)
  - Episodio 6 (30 de octubre de 1995)
  - Episodio 7 (6 de noviembre de 1995)
  - Episodio 8 (13 de noviembre de 1995)
  - Episodio 9 (20 de noviembre de 1995)
  - Episodio 10 (27 de noviembre de 1995)
  - Episodio 11 (4 de diciembre de 1995)
  - Episodio 12 (11 de diciembre de 1995)
  - Episodio 13 (18 de diciembre de 1995)
  - Episodio 14 (25 de diciembre de 1995)
  - Episodio 15 (1 de enero de 1996)
  - Episodio 16 (8 de enero de 1996)
  - Episodio 17 (15 de enero de 1996)
  - Episodio 18 (22 de enero de 1996)
  - Episodio 19 (29 de enero de 1996)
  - Episodio 20 (5 de febrero de 1996)
  - Episodio 21 (12 de febrero de 1996)
  - Episodio 22 (19 de febrero de 1996)
  - Episodio 23 (26 de febrero de 1996)
  - Episodio 24 (4 de marzo de 1996)
  - Episodio 25 (11 de marzo de 1996)
  - Episodio 27 (25 de marzo de 1996)
  - Episodio 28 (1 de abril de 1996)
  - Episodio 29 (8 de abril de 1996)
- Truhanes
- La cocina de Ginés (19 de octubre de 1993)
- No sé bailar
  - Lo que el viento se llevó (4 de julio de 1992)
  - Un extraño en mi vida (11 de julio de 1992)
  - El apartamento (15 de agosto de 1992)
  - La ventana indiscreta (22 de agosto de 1992)
  - Ángel (29 de agosto de 1992)
  - Caso clínico (5 de septiembre de 1992)
  - El baile de los vampiros (12 de septiembre de 1992)
  - Primera plana (24 de septiembre de 1992)
  - Historias de la radio (29 de septiembre de 1992)
  - Campanadas a medianoche (3 de octubre de 1992)
  - Ladrón de bicicletas (8 de octubre de 1992)
- La forja de un rebelde
  - Episodio 2 (6 de abril de 1990)
  - Episodio 3 (13 de abril de 1990)
  - Episodio 4 (20 de abril de 1990)
- Para comerte mejor (1989)
- Séptimo cielo
  - Apartamento 7777: sólo el cielo lo sabe (25 de diciembre de 1989)
- Primera función
  - El landó de seis caballos (16 de marzo de 1989)
- Gatos en el tejado
  - Cien años de perdón (11 de noviembre de 1988)
- Ayer, sin ir más lejos (película de TV); dirección: Francisco Javier Banegas, (1988)
- Recuerda cuándo
  - La trampa (11 de noviembre de 1987)
- La Tarde (1987)
- Recordar, peligro de muerte
  - Episodio 1 (7 de septiembre de 1986)
  - Episodio 2 (7 de septiembre de 1986) (1)
  - Episodio 3 (14 de septiembre de 1986)
  - Episodio 4 (21 de septiembre de 1986)
  - Episodio 5 (28 de septiembre de 1986)
  - Episodio 6 (5 de octubre de 1986) (2)
  - Episodio 7 (12 de octubre de 1986)
  - Episodio 8 (19 de octubre de 1986)
- Goya
  - Yo lo vi (10 de junio de 1985)
- Yo robo, tú chantajeas, ella estafa y, además, un muerto
  - Episodio 1 (26 de junio de 1984)
  - Episodio 2 (3 de julio de 1984)
  - Episodio 3 (10 de julio de 1984)
  - Episodio 4 (17 de julio de 1984)
- Teresa de Jesús
  - Fundaciones (9 de abril de 1984)
  - Vida (23 de abril de 1984)
  - Hija de la Iglesia (30 de abril de 1984)
- El jardín de Venus
  - Salvada (15 de noviembre de 1983)
  - Imprudencia (22 de noviembre de 1983)
  - Condecorado (29 de noviembre de 1983)
  - Junto al lecho (6 de diciembre de 1983)
- La Comedia
  - La Señora Pot (15 de noviembre de 1983)
- Un encargo original 
  - El arte de mirar (13 de agosto de 1983)
- Las pícaras
  - La tía fingida (8 de abril de 1983)
- Teatro breve
  - La espera (22 de marzo de 1981)
- Los gozos y las sombras (1981)
- Les chevaux du soleil
  - La fête-Octobre 1860 (29 de octubre de 1980)
- El teatro
  - El tintero (11 de mayo de 1978)
- Teatro estudio
  - El mejor alcalde, el rey (28 de mayo de 1977)
  - La fiesta de cumpleaños (27 de julio de 1978)
- La saga de los Rius
  - Episodio 8 (25 de diciembre de 1976)
  - Episodio 9 (01 de enero de 1977)
  - Episodio 10 (09 de enero de 1977)
  - Episodio 11 (19 de enero de 1977)
  - Episodio 12 (23 de enero de 1977)
  - Episodio 13 (30 de enero de 1977)
- Teatro Club
  - La enamorada del rey (13 de abril de 1976)
  - El delantero centro (16 de enero de 1977)
- Palabras cruzadas
  - El asesinato de Robert Twain (25 de septiembre de 1975)
- Silencio, estrenamos (1974)
  - Temporada 1, episodio 6 (05 de junio de 1974)
- Los Libros
  - El licenciado Vidriera (11 de febrero de 1974)
- Ficciones
  - Gradiva (20 de enero de 1972)
  - La cerilla apagada (21 de julio de 1973)
- Visto para sentencia 
  - Secuestro (24 de mayo de 1971)
- Telecomedia de humor
  - El retrato (5 de abril de 1971)
- Bajo el mismo techo
  - En mi casa son así (15 de octubre de 1970)
  - Flores para la señora (29 de octubre de 1970)
  - La bofetada del año (12 de noviembre de 1970)
  - Por la puerta grande (19 de noviembre de 1970)
  - Las vacaciones de Lupe (03 de diciembre de 1970)
  - El guateque de los niños (10 de diciembre de 1970)
  - Un billete de mil (17 de diciembre de 1970)
- Pequeño estudio
  - El agua en las manos (26 de septiembre de 1970)
- Gigantes y cabezudos (película de TVE, 1969)
- El Premio
  - El muchacho de las mil y una historias (21 de octubre de 1968)
  - Palabras en el aire (25 de noviembre de 1968)
  - Un premio en el café (16 de diciembre de 1968)
- La Pequeña comedia
  - Petición de mano (31 de mayo de 1968)
- Fábulas
  - El labrador y la víbora (03 de marzo de 1968)
  - El parto de los montes (17 de marzo de 1968)
- Teatro de siempre
  - Hernani (10 de noviembre de 1967)
  - Diario de un sinvergüenza (17 de noviembre de 1967)
  - El tiempo es un sueño (18 de abril de 1968)
  - Secretario particular (4 de marzo de 1971)
- Doce cuentos y una pesadilla 
  - La pesadilla (7 de octubre de 1967)
- Los Encuentros
  - Error judicial (9 de septiembre de 1967)
- Y al final, esperanza
  - La melena y la calva (22 de abril de 1967)
- La familia Colón
  - Tempestad en un vaso (20 de enero de 1967)
- Habitación 508 
  - El reformatorio (20 de diciembre de 1966)
- Historias para no dormir 
  - La espera (1966)
  - La sonrisa (3 de junio de 1966)
  - El cuervo (1 de enero de 1967)
- Diego de Acevedo
  - Bolívar en Madrid (18 de octubre de 1966)
  - La camarilla (25 de octubre de 1966)
  - La invasión (08 de noviembre de 1966)
  - El motín de Aranjuez (22 de noviembre de 1966)
  - La conjura de los artilleros (29 de noviembre de 1966)
  - El 2 de mayo de 1808 (06 de diciembre de 1966)
  - El rey cautivo (20 de diciembre de 1966)
- Tiempo y hora 
  - Agua pasada (14 de noviembre de 1965)
  - La mano en la frente (9 de abril de 1966)
  - El último toro (12 de junio de 1966)
  - Recordando a Don Julio (18 de diciembre de 1966)
  - Un 6 de Agosto (15 de enero de 1967)
- Estudio 1 
  - El jardín de las horas (3 de noviembre de 1965)
  - El patio (4 de octubre de 1967)
  - Un mes en el campo (21 de noviembre de 1967)
  - El niño de los Parker (20 de febrero de 1968)
  - El alcalde de Zalamea (26 de marzo de 1968)
  - Aprobado en inocencia (30 de abril de 1968)
  - Miedo al hombre (2 de julio de 1968)
  - Como las secas cañas del camino (12 de noviembre de 1968)
  - El jardín de los cerezos (27 de mayo de 1969)
  - El mejor alcalde el rey (28 de mayo de 1970)
  - Hamlet (23 de octubre de 1970)
  - El amor es un potro desbocado (9 de marzo de 1973)
  - Olvida los tambores (28 de diciembre de 1973)
  - Mario (25 de enero de 1974)
  - Deseo bajo los olmos (19 de enero de 1976).
  - Anna Christie (15 de marzo de 1976)
  - El tintero (11 de mayo de 1978)
  - Sinfonía inacabada (9 de mayo de 1979)
  - La tetera (1979)
  - El poder de las tinieblas (2 de noviembre de 1980)
  - La comedia nueva o el café (27 de febrero de 1981)
  - El pelícano (9 de octubre de 1981)
  - El tragaluz (1 de marzo de 1982)
  - Ángeles caídos (20 de diciembre de 1982)
  - El pobre Pedro (21 de marzo de 1983)
- Teatro de familia
  - Tío Julio (28 de enero de 1965)
- Novela 
  - Aquella noche (27 de julio de 1964)
  - La soltera rebelde (19 de julio de 1965) 
  - El muro de cristal (11 de octubre de 1965)
  - Siempre en capilla (24 de enero de 1966)
  - Levántate y lucha (26 de abril de 1966)
  - Príncipe y mendigo (20 de junio de 1966) 
  - Príncipe y mendigo II (21 de junio de 1966)
  - Príncipe y mendigo III (22 de junio de 1966)
  - Príncipe y mendigo IV (23 de junio de 1966)
  - Príncipe y mendigo V (24 de junio de 1966)
  - En vano (22 de enero de 1968)
  - Los caminos del Señor (15 de abril de 1968)
  - Los que no tienen paz (2 de septiembre de 1968)
  - Los que no tienen paz II  (3 de septiembre de 1968
  - Los que no tienen paz III (4 de septiembre de 1968)
  - Los que no tienen paz IV (5 de septiembre de 1968)
  - Los que no tienen paz V (6 de septiembre de 1968)
  - Lejano pariente sin sombrero (31 de enero de 1972)
  - El señor de Montamal (4 de junio de 1973)
  - Diario de una institutriz (26 de noviembre de 1973)
  - El asesinato de Robert Twain (25 de septiembre de 1975)
  - El idiota (25 de octubre de 1976) RTVE
  - El idiota II (26 de octubre de 1976)
  - El idiota III (27 de octubre de 1976)
  - El idiota IV (28 de octubre de 1976)
  - El idiota V (29 de octubre de 1976)
  - El idiota VI (2 de noviembre de 1976)
  - El idiota VII (3 de noviembre de 1976)
  - El idiota VIII (4 de noviembre de 1976)
  - El idiota IX (5 de noviembre de 1976)
  - El idiota XI (8 de noviembre de 1976)
  - El idiota XII (9 de noviembre de 1976)
  - El idiota XIII (10 de noviembre de 1976)
  - El idiota XIV (11 de noviembre de 1976)
  - El idiota XV (12 de noviembre de 1976)
  - El idiota XVI (15 de noviembre de 1976)
  - El idiota XVII (16 de noviembre de 1976)
  - El idiota XVIII (17 de noviembre de 1976)
  - El idiota XIX (18 de noviembre de 1976)
  - El idiota XX (19 de noviembre de 1976)
  - Siempre en capilla I (28 de mayo de 1977)
  - Siempre en capilla II (29 de mayo de 1977)
  - Siempre en capilla III (30 de mayo de 1977)
  - Siempre en capilla IV (31 de mayo de 1977)
  - Siempre en capilla V (1 de junio de 1977)
  - Torremolinos Gran Hotel (10 de abril de 1978)
  - La ilustre fregona (30 de octubre de 1978)
- Tengo un libro en las manos
  - Don Carlos (12 de mayo de 1964)
  - Hubo un autor llamado William (26 de Mayo de 1964)
  - El acueducto (4 de agosto de 1966)
  - El abencerraje y la bella Jarifa (1 de septiembre de 1966)
- Primera fila 
  - Eran tres (29 de abril de 1964)
  - La loba (20 de Mayo de 1964)
  - Una mujer sin importancia (3 de junio de 1964)
  - Edén término (15 de julio de 1964)
  - La torre sobre el gallinero (06 de Enero de 1965)
- La Historia de San Michele
  - Episodios 1 al 14 (1964)
- Confidencias
  - ¿? (28 de Febrero de 1964)
  - Por mamá (20 de marzo de 1964)
  - ¿? (17 de abril de 1964)
  - Juicio íntimo (17 de julio de 1964)
  - Hoy he vuelto a la escuela (30 de enero de 1965)
  - Las razones (06 de Febrero de 1965)
- Fernández, punto y coma
  - ¿? (09 de Febrero de 1964)
  - ¿? (08 de Marzo de 1964)

## Ancestros
|  |                             |  |  |  |  |  |  |  |  |  |  |  |  |  |  |  |
|  | 2. Emilio Gutiérrez Esteban |  |  |  |  |  |  |  |  |  |  |  |  |  |  |  |
|  |                             |  |  |  |  |  |  |  |  |  |  |  |  |  |  |  |
|  |                             |  |  |  |  |  |  |  |  |  |  |  |  |  |  |  |
|  | 1. Emilio Gutiérrez Caba    |  |  |  |  |  |  |  |  |  |  |  |  |  |  |  |
|  |                             |  |  |  |  |  |  |  |  |  |  |  |  |  |  |  |
|  |                             |  |  |  |  |  |  |  |  |  |  |  |  |  |  |  |
|  | 12. Pascual Alba Loring     |  |  |  |  |  |  |  |  |  |  |  |  |  |  |  |
|  |                             |  |  |  |  |  |  |  |  |  |  |  |  |  |  |  |
|  |                             |  |  |  |  |  |  |  |  |  |  |  |  |  |  |  |
|  | 6. Irene Alba Abad          |  |  |  |  |  |  |  |  |  |  |  |  |  |  |  |
|  |                             |  |  |  |  |  |  |  |  |  |  |  |  |  |  |  |
|  |                             |  |  |  |  |  |  |  |  |  |  |  |  |  |  |  |
|  | 13. Irene Abad              |  |  |  |  |  |  |  |  |  |  |  |  |  |  |  |
|  |                             |  |  |  |  |  |  |  |  |  |  |  |  |  |  |  |
|  |                             |  |  |  |  |  |  |  |  |  |  |  |  |  |  |  |
|  | 3. Irene Caba Alba          |  |  |  |  |  |  |  |  |  |  |  |  |  |  |  |
|  |                             |  |  |  |  |  |  |  |  |  |  |  |  |  |  |  |
|  |                             |  |  |  |  |  |  |  |  |  |  |  |  |  |  |  |
|  | 7. Manuel Caba Martínez     |  |  |  |  |  |  |  |  |  |  |  |  |  |  |  |
|  |                             |  |  |  |  |  |  |  |  |  |  |  |  |  |  |  |
|  |                             |  |  |  |  |  |  |  |  |  |  |  |  |  |  |  |